# Märtha de Suède
Titre
Princesse héritière consort de Norvège
21 mars 1929 – 5 avril 1954
(25 ans et 15 jours)
La princesse Märtha de Suède, de son nom complet à la naissance Märtha Sophie Louise Dagmar Thyra de Suède et de Norvège (en suédois : Märtha Sophia Lovisa Dagmar Thyra av Sverige og Norge), née le 28 mars 1901 à Stockholm et morte le 5 avril 1954 à Oslo, est un membre de la famille royale de Suède, devenue princesse héritière de Norvège à la suite de son mariage avec le prince Olav de Norvège en 1929.

## Biographie

### Famille et jeunesse

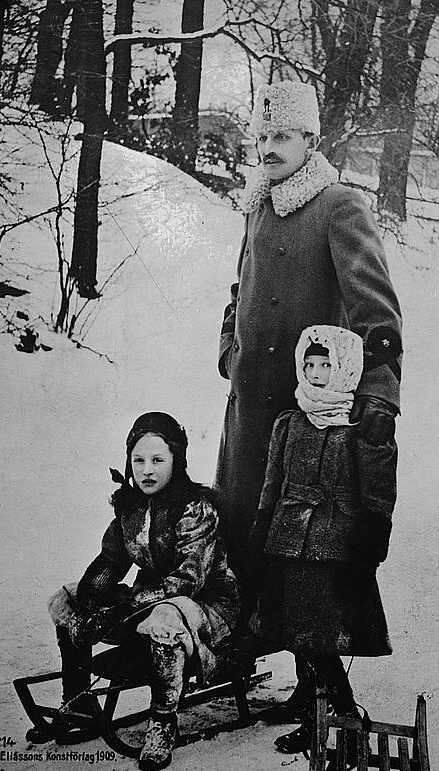
Le prince Charles, duc de Västergötland, avec ses filles Märtha et Marguerite.

Née le 28 mars 1901 à Stockholm, Märtha de Suède est la fille du prince Charles de Suède (fils du roi de Suède Oscar II et de la reine Sophie de Nassau) et de la princesse Ingeborg de Danemark (fille du futur roi du Danemark Frédéric VIII et de Louise de Suède).

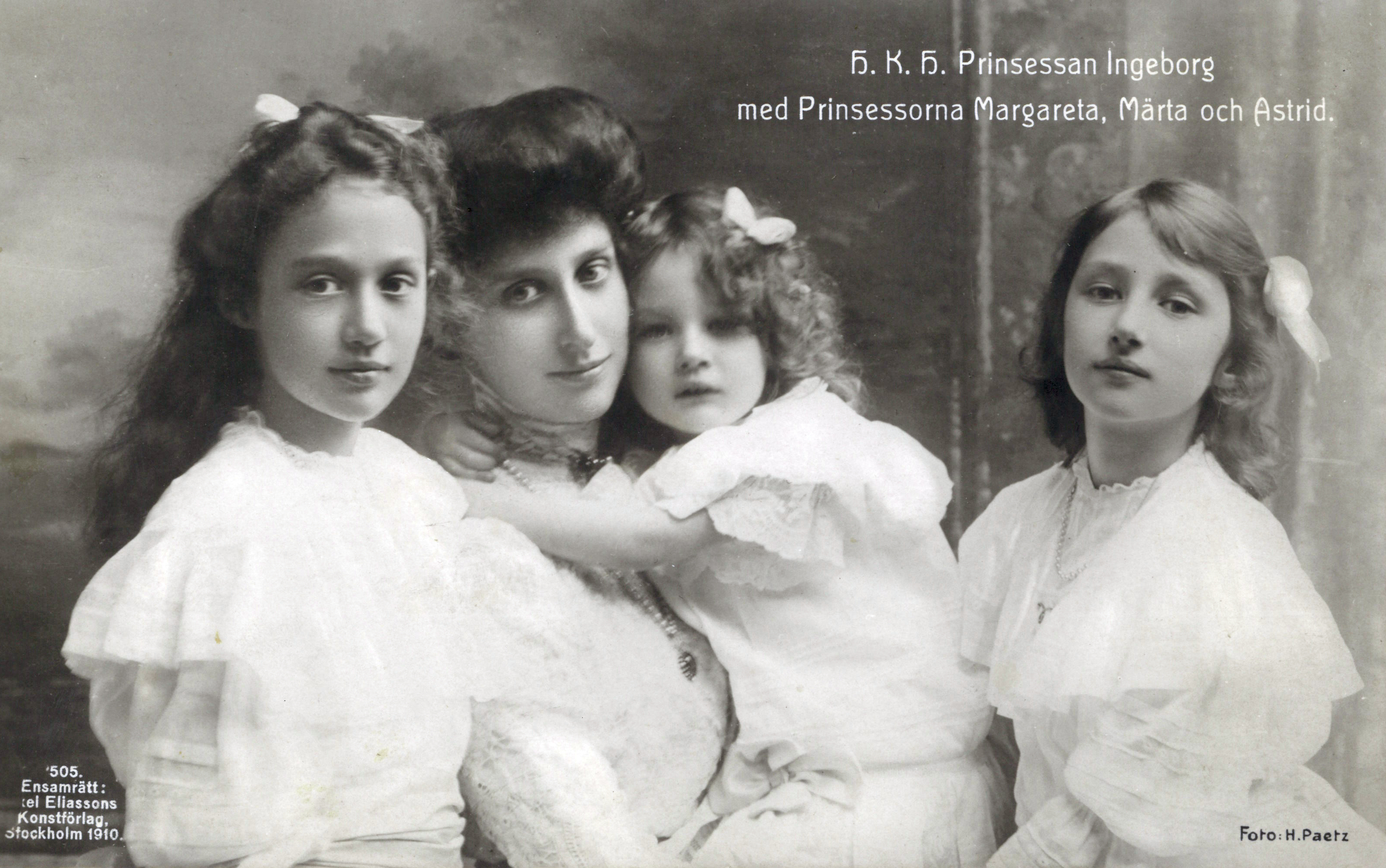
Märtha (à droite) avec sa mère et ses sœurs en 1910.

Märtha est la seconde d'une fratrie de quatre : elle a une sœur aînée, la princesse Marguerite de Suède, née en 1899, une sœur cadette, la princesse Astrid de Suède, née en 1905, et un frère cadet, le prince Carl Bernadotte, né en 1911. Les enfants grandissent avec leurs parents au palais Arvfurstens à Stockholm, où ils suivent les cours donnés par des précepteurs. En plus d'une éducation générale, Märtha reçoit une formation approfondie en puériculture et en premiers secours,. Elle et ses sœurs sont parfois vues faire les boutiques non accompagnées dans les rues de Stockholm. Märtha est la plus confiante et la plus extravertie de ses sœurs, et est donc la fille la plus admirée par sa mère.

### Mariage

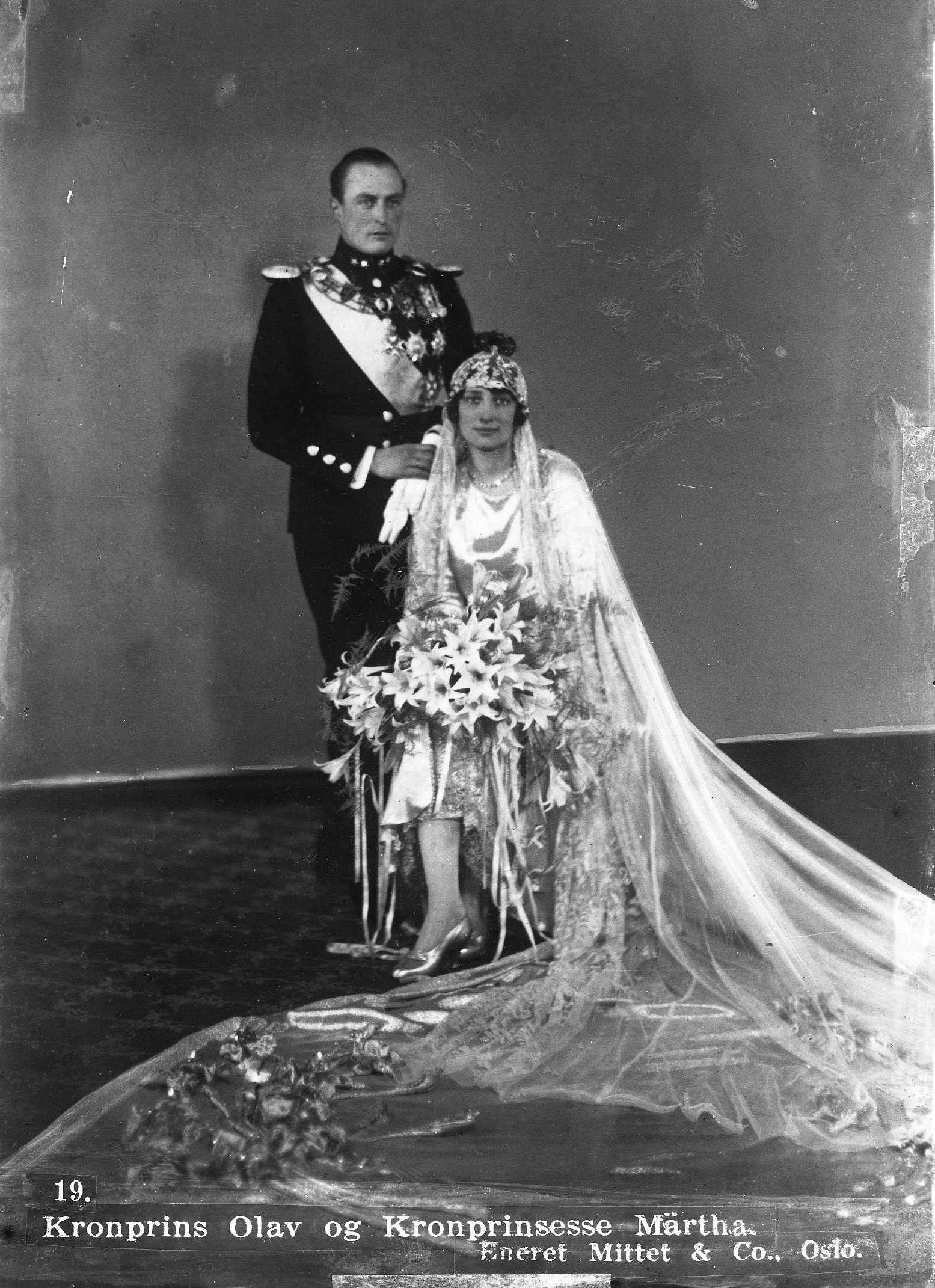
Mariage du prince Olav et de la princesse Märtha (1929).

La princesse Märtha se rapproche de son cousin, le prince héritier de Norvège Olav, fils unique du roi Haakon VII et de la reine Maud de Galles, au cours des Jeux olympiques d'été de 1928, à Amsterdam. Leurs fiançailles officielles sont annoncées le 14 janvier 1929. La nouvelle des fiançailles est très bien accueillie, étant considérée comme le signe de la fin des tensions à la suite de la dissolution de la Suède-Norvège. Au départ, sa sœur cadette, Astrid, est envisagée pour épouser Olav, étant plus jeune que lui de deux ans, tandis que Märtha a deux ans de plus. Astrid est également considérée comme plus belle, mais elle épouse Léopold III de Belgique. C'est donc une alliance avantageuse renforçant les liens royaux, mais aussi un mariage d'amour.
Le mariage a lieu le 21 mars 1929 à la cathédrale d'Oslo. Cette union est le premier mariage royal en Norvège en 340 ans. Il est généralement considéré que le mariage est un succès grâce à l'amour mutuel et sincère du couple.
Märtha et Olav ont trois enfants : Ragnhild Alexandra, née le 9 juin 1930, Astrid Maud Ingeborg, née le 12 février 1932, et Harald, né le 21 février 1937.

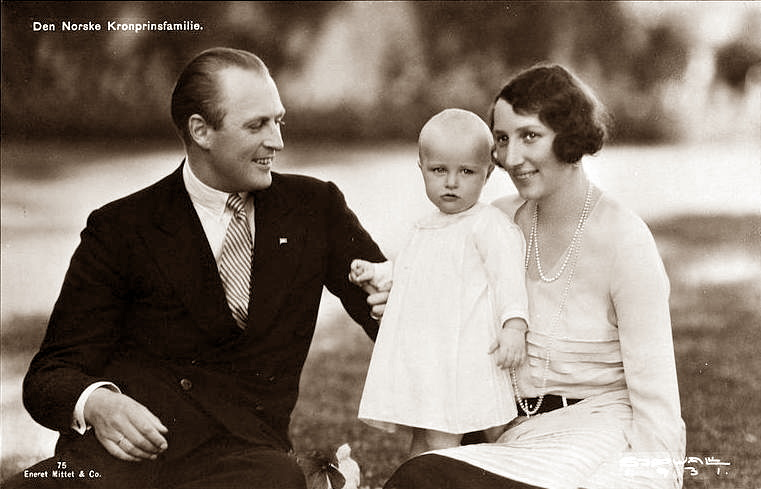
Märtha et son mari avec leur fille Ragnhild en 1931.

Le couple s’installe au domaine de Skaugum, cadeau de mariage du diplomate norvégien Fritz Wedel Jarlsberg. Après qu'il a été endommagé par un incendie en 1930, Märtha participe activement à son réaménagement.
La tragédie frappe la princesse héritière en 1935 lorsque sa sœur, la reine des Belges,  dont elle est très proche, est tuée dans un accident de voiture. Plus tard, le roi Olav a déclaré qu'il a fallu plus de dix ans à sa femme pour accepter la mort de sa sœur et qu'il ne pensait pas qu'elle s'en était vraiment remise. Märtha et sa sœur aînée Marguerite sont un grand soutien pour leurs neveux et nièce en Belgique.
Märtha devient rapidement un membre populaire et respecté de la famille royale, entreprenant une série d'engagements officiels et prononçant de nombreux discours, ce qui est inhabituel pour les princesses de l'époque. À la suite du décès de la reine Maud le 20 novembre 1938, Märtha assume le rôle de première dame du royaume de Norvège.
En 1939, Märtha et Olav se rendent aux États-Unis pour effectuer une grande tournée dans la région d'Upper Midwest où vivent de nombreux immigrants norvégiens. Au cours de cette tournée, la princesse Märtha est honorée par une initiation à la sororité Delta Zeta (en). Le prince et la princesse se lient également d’amitié avec le président Franklin Delano Roosevelt et son épouse, Eleanor.

### Seconde Guerre mondiale

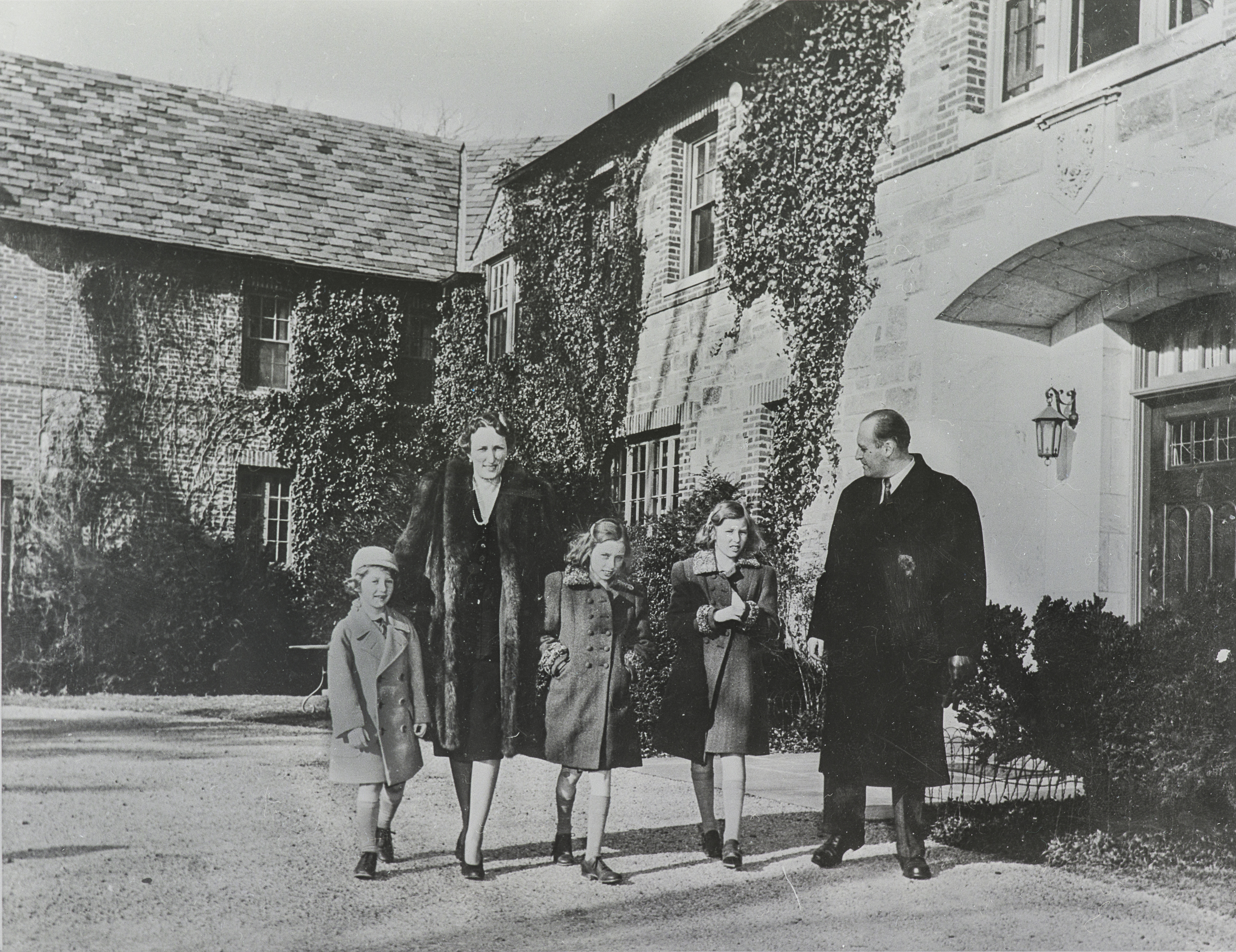
Le couple héritier et leurs enfants au domaine de Pook's Hill en 1942.

Märtha contribue grandement à la mobilisation de la Norvège en faisant une allocution publique le 26 janvier 1940 où elle encourage les Norvégiennes à participer au travail de défense du pays. À la suite de l'opération Weserübung, les 9 et 10 avril 1940, le gouvernement norvégien décide que la princesse héritière et ses enfants doivent se réfugier en Suède tandis que le prince héritier et le roi restent sur place. Olav accompagne ensuite son père en exil au Royaume-Uni avec le gouvernement norvégien. Ainsi, le couple royal norvégien, comme de nombreux autres couples à cette époque, est séparé pendant une grande partie de la guerre.
À son arrivée à la frontière suédoise, la famille se voit d'abord refuser l'entrée parce qu'ils ne peuvent pas fournir de passeports, la princesse demande alors à son chauffeur de franchir la frontière, gagnant ainsi l'entrée dans sa Suède natale. Elle séjourne d'abord dans un hôtel à Sälen, avant de se rendre à Stockholm où vivent ses parents et sa famille. Sa présence en Suède devient problématique, étant considérée par certains comme mettant en péril la neutralité de la Suède. Le président Roosevelt l'invite alors aux États-Unis. Son oncle, Gustave V de Suède, télégraphie à son beau-père et déconseille le voyage, mais Märtha insiste pour accepter l'invitation. Roosevelt envoie le navire SS American Legion (en) au port finlandais de Petsamo pour la récupérer. Aux États-Unis, elle et ses enfants séjournent d'abord à la Maison Blanche avant d'emménager au domaine de Pook's Hill à Bethesda, dans le Maryland.

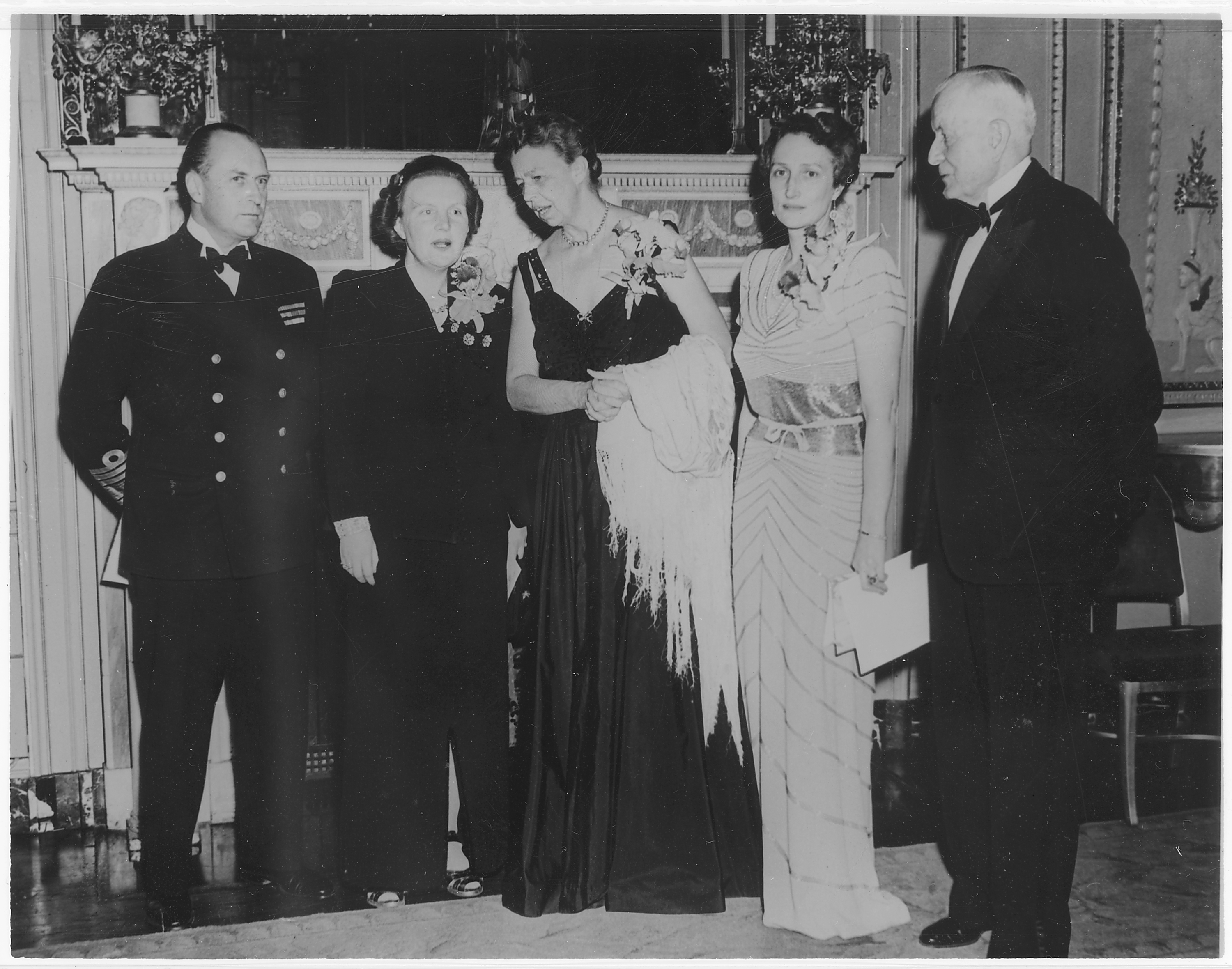
Märtha (deuxième à droite) en 1944, avec, de gauche à droite, son époux, la princesse Juliana des Pays-Bas, Eleanor Roosevelt et Thomas J. Watson.

Durant son séjour aux États-Unis, Märtha défend la cause norvégienne et s'efforce d'acquérir le soutien du peuple et du gouvernement américains à son pays. En août 1941, elle voyage avec le président Roosevelt à bord du yacht présidentiel, l'USS Potomac, jusqu’à Terre-Neuve (Canada), où ont lieu des réunions avec Winston Churchill au sujet de la Charte de l'Atlantique.
L'amitié que le prince héritier et la princesse héritière cultivent avec les Roosevelt se développe encore pendant les années de guerre. Le 16 septembre 1942, les États-Unis offrent à la Norvège le navire de guerre HNoMS King Haakon VII (en), en présence de la princesse et du président Roosevelt. En réponse, Märtha prononce un discours en faveur de la libération de la Norvège. Roosevelt, impressionné par le travail de Märtha pour défendre les intérêts des Norvégiens et pour aider la Croix-Rouge américaine, prononce son discours « Look to Norway (en) ».
Trygve Lie écrit sur ses activités pendant la guerre :

« Pendant ces années de lutte, elle était indéniablement l'ambassadrice numéro 1 de la Norvège, en raison de son charme, de son humanité, de sa sagesse et de son tact. En tant que secrétaire aux Affaires étrangères, j'ai dû me tourner vers elle à plusieurs reprises, et les résultats qu'elle a obtenus et les conseils qu'elle a offerts ont toujours été précieux. »

En 1942, elle reçoit l’ordre de Saint-Olaf de la part du roi Haakon VII, lors de la fête d’anniversaire de celui-ci organisée à Londres. Il affirme alors qu'elle est intronisée dans l'ordre « non pas parce que tu es la princesse héritière, mais parce que tu le mérites ».

### L'après-guerre

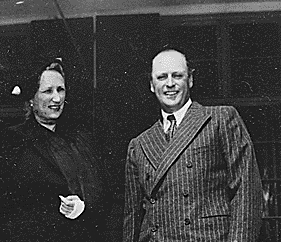
Märtha et Olav en 1950.

À son retour en Norvège en 1945, la princesse Märtha est accueillie en héroïne et appelée la « Mère de la Nation » par le peuple norvégien qui loue son grand engagement pendant le conflit.
La santé du roi se dégradant, le couple héritier assume un nombre croissant d'engagements officiels. La princesse Märtha prononce notamment les discours du Nouvel An en 1946 et 1950.
Après un long combat contre le cancer, Märtha meurt le 5 avril 1954, trois ans avant que son époux n'accède au trône sous le nom d'Olav V. Elle est inhumée le 21 avril 1954 dans la crypte royale de la citadelle d'Akershus.

## Titulature
- 28 mars 1901 — 26 octobre 1905 : Son Altesse Royale la princesse Märtha de Suède et de Norvège

Monogramme de la princesse Märtha de Norvège.

- 26 octobre 1905 — 21 mars 1929 : Son Altesse Royale la princesse Märtha de Suède
- 21 mars 1929 — 5 avril 1954 : Son Altesse Royale la princesse héritière de Norvège

## Hommages
Son nom a été donné à une région de l'Antarctique, la côte de la Princesse-Martha.
Le Fonds commémoratif de la princesse héritière Märtha est une fondation caritative administrée par la Couronne norvégienne. La plus jeune fille de la princesse héritière, la princesse Astrid, en est la présidente. Créé le 1er avril 1929 sous le nom de Fonds de Son Altesse Royale la princesse héritière Märtha lre, cette institution est destinée à apporter un soutien financier aux initiatives sociales et humanitaires menées par des organisations non gouvernementales.
Le navire Kronprinsesse Märtha (no), achevé en 1929, porte son nom. Ce navire a aidé à sauver des centaines de passagers lors du naufrage du navire de croisière allemand Dresde en 1934. Depuis 2000, il est utilisé comme navire-hôtel à Stockholm.
Le gâteau suédois populaire Prinsesstårta est nommé en l'honneur de Märtha et de ses deux sœurs lorsqu'elles étaient enfants.
En 2020, la mini-série télévisée historique Atlantic Crossing, coproduction de la société de production indépendante norvégienne Cinenord et la Société norvégienne de radiodiffusion NRK, retrace la vie de Märtha et sa famille pendant la Seconde Guerre mondiale.